# Chinese Taipei Open 2000
Die Chinese Taipei Open 2000 im Badminton fanden am 17. und 23. Januar 2000 in Taipeh statt. Das Preisgeld betrug 150.000 US-Dollar, was dem Turnier zu einem Fünf-Sterne-Status im Grand-Prix-Circuit verhalf.

## Austragungsort
Taipei Municipal Sports Center, Taipei

## Sieger und Platzierte
| Disziplin    | Gold                        | Silber                         | Bronze                          |
| ------------ | --------------------------- | ------------------------------ | ------------------------------- |
| Herreneinzel | Peter Gade                  | Wong Choong Hann               | Yong Hock Kin                   |
| Herreneinzel | Peter Gade                  | Wong Choong Hann               | Poul-Erik Høyer Larsen          |
| Dameneinzel  | Mia Audina                  | Sujitra Ekmongkolpaisarn       | Kim Ji-hyun                     |
| Dameneinzel  | Mia Audina                  | Sujitra Ekmongkolpaisarn       | Yasuko Mizui                    |
| Herrendoppel | Tony Gunawan Candra Wijaya  | Cheah Soon Kit Yap Kim Hock    | Lee Dong-soo Yoo Yong-sung      |
| Herrendoppel | Tony Gunawan Candra Wijaya  | Cheah Soon Kit Yap Kim Hock    | Jens Eriksen Jesper Larsen      |
| Damendoppel  | Chung Jae-hee Ra Kyung-min  | Helene Kirkegaard Rikke Olsen  | Chen Li-chin Tsai Hui-min       |
| Damendoppel  | Chung Jae-hee Ra Kyung-min  | Helene Kirkegaard Rikke Olsen  | Emma Ermawati Vita Marissa      |
| Mixed        | Michael Søgaard Rikke Olsen | Jens Eriksen Mette Schjoldager | Bambang Suprianto Zelin Resiana |
| Mixed        | Michael Søgaard Rikke Olsen | Jens Eriksen Mette Schjoldager | Tri Kusharyanto Minarti Timur   |

## Finalergebnisse
| Disziplin    | Sieger                      | Finalist                       | Ergebnis    |
| ------------ | --------------------------- | ------------------------------ | ----------- |
| Herreneinzel | Peter Gade                  | Wong Choong Hann               | 15-9, 15-5  |
| Dameneinzel  | Mia Audina                  | Sujitra Ekmongkolpaisarn       | 13-11, 11-2 |
| Herrendoppel | Candra Wijaya Tony Gunawan  | Cheah Soon Kit Yap Kim Hock    | 15-7, 15-7  |
| Damendoppel  | Ra Kyung-min Chung Jae-hee  | Rikke Olsen Helene Kirkegaard  | 15-6, 15-7  |
| Mixed        | Michael Søgaard Rikke Olsen | Jens Eriksen Mette Schjoldager | 15-5, 15-9  |

## Halbfinalresultate
| Disziplin    | Sieger                         | Gegner                          | Ergebnis           |
| ------------ | ------------------------------ | ------------------------------- | ------------------ |
| Herreneinzel | Peter Gade                     | Yong Hock Kin                   | 10-15, 17-14, 15-7 |
|              | Wong Choong Hann               | Poul-Erik Høyer Larsen          | 15-13, 5-15, 15-13 |
| Dameneinzel  | Mia Audina                     | Yasuko Mizui                    | 9-11, 11-2, 11-3   |
|              | Sujitra Ekmongkolpaisarn       | Kim Ji-hyun                     | 9-11, 13-12, 11-9  |
| Herrendoppel | Candra Wijaya Tony Gunawan     | Lee Dong-soo Yoo Yong-sung      | 15-11, 8-15, 15-6  |
|              | Cheah Soon Kit Yap Kim Hock    | Jens Eriksen Jesper Larsen      | 15-3, 15-7         |
| Damendoppel  | Ra Kyung-min Chung Jae-hee     | Chen Li-chin Tsai Hui-min       | 15-6, 15-9         |
|              | Rikke Olsen Helene Kirkegaard  | Emma Ermawati Vita Marissa      | 15-7, 15-1         |
| Mixed        | Michael Søgaard Rikke Olsen    | Tri Kusharyanto Minarti Timur   | 15-8, 15-3         |
|              | Jens Eriksen Mette Schjoldager | Bambang Suprianto Zelin Resiana | 15-13, 15-12       |

## Viertelfinalresultate
| Disziplin    | Sieger                          | Gegner                              | Ergebnis           |
| ------------ | ------------------------------- | ----------------------------------- | ------------------ |
| Herreneinzel | Peter Gade                      | Taufik Hidayat                      | 15-12, 17-15       |
|              | Yong Hock Kin                   | Anders Boesen                       | 15-8, 15-8         |
|              | Wong Choong Hann                | Ismail Saman                        | 15-9, 17-15        |
|              | Poul-Erik Høyer Larsen          | Marleve Mainaky                     | 15-9, 15-12        |
| Dameneinzel  | Mia Audina                      | Camilla Martin                      | 11-3, 2-11, 11-3   |
|              | Yasuko Mizui                    | Kelly Morgan                        | 11-9, 11-4         |
|              | Sujitra Ekmongkolpaisarn        | Mette Sørensen                      | 11-9, 11-9         |
|              | Kim Ji-hyun                     | Kanako Yonekura                     | 11-2, 11-2         |
| Herrendoppel | Candra Wijaya Tony Gunawan      | Halim Haryanto Sigit Budiarto       | 15-8, 15-5         |
|              | Lee Dong-soo Yoo Yong-sung      | Ricky Subagja Rexy Mainaky          | 13-15, 15-9, 15-1  |
|              | Jens Eriksen Jesper Larsen      | Flandy Limpele Eng Hian             | 15-10, 15-10       |
|              | Cheah Soon Kit Yap Kim Hock     | Peter Axelsson Pär-Gunnar Jönsson   | 15-4, 17-14        |
| Damendoppel  | Ra Kyung-min Chung Jae-hee      | Mette Schjoldager Ann-Lou Jørgensen | 15-13, 15-7        |
|              | Chen Li-chin Tsai Hui-min       | Eliza Nathanael Deyana Lomban       | 15-11, 15-9        |
|              | Emma Ermawati Vita Marissa      | Nicole van Hooren Lotte Jonathans   | 15-3, 3-15, 15-8   |
|              | Rikke Olsen Helene Kirkegaard   | Yim Kyung-jin Lee Hyo-jung          | 7-15, 15-7, 15-3   |
| Mixed        | Michael Søgaard Rikke Olsen     | Lee Dong-soo Yoo Yong-sung          | 15-7, 15-7         |
|              | Tri Kusharyanto Minarti Timur   | Chew Choon Eng Chor Hooi Yee        | 15-3, 15-4         |
|              | Jens Eriksen Mette Schjoldager  | Chris Bruil Erica van den Heuvel    | 11-15, 15-12, 15-8 |
|              | Bambang Suprianto Zelin Resiana | Pang Cheh Chang Lim Pek Siah        | 15-9, 3-0, Aufg.   |